# Jean Ier Le Meingre
Pour les articles homonymes, voir Jean Ier et Boucicaut.
 (juin 2019).
Si vous disposez d'ouvrages ou d'articles de référence ou si vous connaissez des sites web de qualité traitant du thème abordé ici, merci de compléter l'article en donnant les références utiles à sa vérifiabilité et en les liant à la section « Notes et références ».
Jean Ier Le Meingre (Jean Le Brave), dit Boucicaut , maréchal de France, père de Jean II Le Meingre, dit aussi Boucicaut.

## Biographie

### Origine - Premières armes
On ne connaît rien de sa famille. Jean naît vers 1310 en Touraine. Il fut seigneur du château de Bridoré, dont le donjon inspira sa devise : In altis habito !
Dès son plus jeune âge il sert en Gascogne et en Flandre avec éclat[réf. nécessaire].
En 1337 éclate la Guerre de Cent Ans.
Au mois de juin 1340 il accompagne l'expédition du duc de Normandie Jean II le Bon (fils aîné du roi de France Philippe VI) qui, à la tête d'une armée, tente de convaincre la ville de Valenciennes de se rallier à son père. D'abord repoussés par les Valenciennois, les Français sont ensuite assaillis et malmenés par Gérard de Werchin, sénéchal de Hainaut. Une troupe française conduite par Guillaume de Craon  attaque et sans doute endommage la « Tour de Maing » (le Château des Prés), puis passe l'Escaut à Prouvy et attaque Trith. Le sénéchal porte secours au bourg, y  capture Jean qu'il ramène prisonnier dans Valenciennes.
Le 2 septembre 1345 Jean accompagne au départ de Marseille le dauphin de Viennois Humbert de la Tour-du-Pin dans une croisade contre les Turcs qui assiègent Smyrne.

### Maréchal de France
Surnommé le Brave, Jean est nommé maréchal de France le 21 octobre 1356, puis par lettres données à Meaux le 22 mai 1358 par le Dauphin Charles le Sage, lieutenant-général du Poitou, de Touraine, de Saintonge conjointement avec Guillaume VII, sire de Parthenay.
Il est l’un des négociateurs du traité de Brétigny, signé le 8 mai 1360, et est chargé de se faire remettre toutes les places qui devaient être livrées au roi d'Angleterre. Il  accompagne le roi ( Jean II le bon) dans son voyage à Avignon en 1362. ( Charles V , roi en 1364)
Boucicaut enlève au roi de Navarre Charles Le Mauvais  les villes de Mantes et de Meulan. Il prend  part à une expédition contre les Grandes compagnies, et remplace Bertrand du Guesclin dans le commandement des troupes de Normandie.
Le 8 janvier 1362, il assiste impuissant à la reddition de la ville de Cahors, encerclée par Chandos.

### Fin de vie
Il est seigneur de Bridoré (de par sa femme Florie de Linières, † 1406 ; remariée veuve au chevalier Maurice Mauvinet, † vers 1375, d'où Philippa Mauvinet, femme de Jean le Barrois des Barres), de La Bourdaisière, aussi d'Azay et Chezelles.
Il meurt en Bourgogne le 6 ou 7 mars 1368 en luttant contre les Grandes compagnies , et est inhumé en l’église collégiale de Saint-Martin de Tours, dans la chapelle de sa famille [réf. nécessaire].

## Postérité et descendance
De sa femme Florie de Linières, il eut deux enfants :  
- Jean II Le Meingre (1366-1421), également surnommé Boucicaut, sera à son tour maréchal de France.
- Geoffroy le Meingre († v. 1430), également surnommé  Boucicaut, fut gouverneur du Dauphiné après maintes péripéties plus ou moins glorieuses, comme le siège du Palais des papes d'Avignon, alors que s'y trouvait l'antipape Benoît XIII.

À noter qu'un frère de Jean Ier, Geoffroy le Meingre, fut évêque de Laon de 1363 jusqu'à sa mort en 1370.

## Armoiries
| Figure | Blasonnement |
|        | Selon le Folio 47r de l'Armorial de Gelre D'argent, à l'aigle bicéphale de gueules, becquée, languée et membrée d'azur. Cimier : Un vol banneret d'argent, au pal de sable, chargé de cœurs d'argent. |